# Думонт (город, Миннесота)
Думонт (англ. Dumont) — город в округе Траверс, штат Миннесота, США. На площади 1,1 км² (1,1 км² — суша, водоёмов нет), согласно переписи 2002 года, проживают 122 человека. Плотность населения составляет 108,6 чел./км².
- Телефонный код города — 320
- Почтовый индекс — 56236
- FIPS-код города — 27-17090[1]
- GNIS-идентификатор — 0642974[2]